# Систематическая эволюция лигандов экспоненциальным обогащением

Принцип метода SELEX: комбинаторный синтез нуклеиновых кислот (ДНК или РНК), отбор тех из них, которые наиболее прочно связываются с лигандами, амплификация удачных молекул, внесение в них мутаций, чтобы повысить специфичность и силу связывания с лигандами. Далее следует повторение цикла

Системати́ческая эволю́ция лига́ндов экспоненциа́льным обогаще́нием (англ. SELEX от Systematic Evolution of Ligands by EXponential Enrichment) — метод комбинаторной химии, используемый в молекулярной биологии для получения олигонуклеотидов (коротких одноцепочечных молекул РНК или ДНК), которые специфически связываются с определённым лигандом (или лигандами). Такие олигонуклеотиды называют аптамерами. Чаще всего этот метод называют SELEX, но встречаются также сокращения SAAB (от англ. selected and amplified binding site — отобранный и амплифицированный сайт связывания) и CASTing (от англ. cyclic amplification and selection of targets — циклическая амплификация и отбор мишеней). SELEX был разработан в 1990 году. В 2015 году журнал Journal of Molecular Evolution посвятил этому методу специальный выпуск в связи с 25-летием со времени его изобретения.
Процесс начинается с синтеза очень большой библиотеки олигонуклеотидов, состоящей из случайных последовательностей фиксированной длины с константными 5'- и 3'-участками, которые служат местами отжига праймеров (то есть комплементарного связывания праймеров с матрицей). Далее олигонуклеотиды, входящие в состав библиотеки, взаимодействуют с интересующим исследователя лигандом (чаще всего белком или небольшим органическим соединением). Те олигонуклеотиды, которые не смогли связаться с лигандом, удаляются при помощи аффинной хроматографии или магнитных шариков. Олигонуклеотиды, связавшиеся с лигандом, элюируют, амплифицируют с помощью полимеразной цепной реакции (ПЦР) и подвергаются последующим циклам отбора, чтобы отобрать молекулы с наибольшим сродством к лиганду.
Метод SELEX уже был успешно использован для разработки ряда аптамеров для клинических и исследовательских целей. С помощью SELEX также были получены аптамеры с нуклеотидами, включающими химически модифицированные сахара или азотистые основания. Модифицированные нуклеотиды могут давать аптамерам дополнительные возможности связывания, а также повышать их стабильность.

## Метод

### Создание библиотеки
Первый этап SELEX — это создание большой библиотеки олигонуклеотидов с фиксированной длиной, но полностью или частично случайными последовательностями. Однако области с вариабельной последовательностью должны быть фланкированы участками с жёстко фиксированной последовательностью, чтобы была возможна их амплификация с помощью ПЦР. Олигонуклеотиды изначально получают путём химического синтеза, а затем амплифицируют с помощью ПЦР так, чтобы каждая случайная последовательность присутствовала в библиотеке во множестве копий. В случае РНК-аптамеров проводят in vitro транскрипцию случайных последовательностей. Высокая копийность каждой случайной последовательности снижает вероятность того, что потенциальный сайт связывания будет утерян в силу стохастических причин. Чтобы олигонуклеотиды смогли приобрести нативную пространственную структуру, их переводят в одноцепочечный вид и лишь после этого инкубируют с лигандом-мишенью.

### Инкубация с лигандом
Непосредственно перед добавлением олигонуклеотидов к лиганду библиотеку одноцепочечных олигонуклеотидов нагревают и медленно охлаждают, чтобы они приобрели термодинамически устойчивую вторичную и третичную структуру. Далее библиотеку случайных последовательностей (рандомизированную библиотеку) инкубируют вместе с иммобилизированным лигандом-мишенью, чтобы дать возможность аптамерам связаться с ним. Протоколы инкубации библиотеки с лигандом могут различаться, в частности, могут использоваться различные походы для иммобилизации лигандов, отделения несвязавшихся олигонуклеотидов, различные время и температура инкубации, буферы, в которых происходит инкубация, а также соотношения концентраций олигонуклеотидов и лигандов. Лиганды иммобилизуют на колонках для аффинной хроматографии, нитроцеллюлозных фильтрах или магнитных шариках. Была также разработана разновидность SELEX, в которой в качестве лиганда выступает целая клетка. В этом случае инкубация библиотеки олигонуклеотидов происходит непосредственно в культуральных чашках, в которых растут клетки. Состав буфера, в котором происходит инкубация, зависит от свойств лиганда и требований к аптамерам, успешно прошедшим отбор. Например, если лигандом являются отрицательно заряженные малые молекулы или белки, используются буферы с высокой концентрацией солей, способствующие связыванию аптамера с лигандом. Если же требуется получить аптамер, связывающийся с белком в условиях in vivo или с целой клеткой, который планируется использовать в диагностических или терапевтических целях, то для инкубации используют буферы, по концентрациям солей близкие к плазме крови, а сам процесс проводят при физиологических температурах, чтобы отобранные аптамеры наиболее вероятно связывались с лигандом именно in vivo. Буферы для инкубации также могут содержать неспецифичные вещества-компетиторы. Если есть высокая вероятность того, что олигонуклеотиды, не связывающиеся с лигандом, будут, тем не менее, оставаться в реакционной смеси за счёт неспецифичного связывания с матрицей, то неспецифичные компетиторы (малые молекулы или полимеры, по свойствам близкие к олигонуклеотидам библиотеки) будут препятствовать неспецифическому удержанию неподходящих аптамеров в реакционной смеси. Свойства отобранных аптамеров могут также зависеть от соотношения концентраций лиганда и олигонуклеотидов. Если перед исследователем не стоит задачи получить аптамеры с очень сильным сродством к лиганду, то стоит использовать избыток лиганда, чтобы увеличить вероятность того, что хотя бы какие-то олигонуклеотиды смогут с ним связаться. Однако, если, напротив, необходим высокоспецифичный аптамер, сильно связывающий лиганд, то в избытке нужно брать олигонуклеотиды. Так будут созданы конкуренция между аптамерами и условия для отбора наиболее подходящих из них.

### Элюция и амплификация
После того, как библиотека олигонуклеотидов была проинкубирована вместе с лигандом достаточное время, несвязавшиеся олигонуклеотиды вымывают, а связавшиеся при этом остаются связанными с иммобилизованным лигандом. Когда несвязавшиеся последовательности удалены, необходимо элюировать связавшиеся аптамеры, разрушив его связь с иммобилизованным лигандом. Для элюции создают денатурирующие условия, при которых аптамеры теряют свою пространственную структуру, лишаются связей с лигандом и вымываются деионизированной водой. Денатурирующие условия создаются за счёт растворов, содержащих мочевину или ЭДТА, а также под действием высокой температуры или физического воздействия. После элюции высвободившиеся олигонуклеотиды подвергаются обратной транскрипции, если они являются РНК или необходимо введение модифицированных нуклеотидов, а ДНК-нуклеотиды просто собираются для дальнейшей амплификации. Полученные фрагменты ДНК далее амплифицируются с помощью ПЦР и переводятся в одноцепочечную ДНК (оцДНК), РНК или олигонуклеотид с модифицированными основаниями, которые будут использованы для следующего цикла отбора.

### Получение оцДНК
Следующий этап SELEX — получение оцДНК, которая будет использована для дальнейшей амплификации с помощью ПЦР. Один из наиболее простых способов получения оцДНК — использование для ПЦР биотинилированных реверсных праймеров, благодаря чему синтезированные комплементарные цепи ДНК будут нести биотин. С помощью биотина их можно закрепить к смоле, а вторую цепь дуплекса элюировать раствором щёлочи. Другой метод для получения оцДНК — асимметричная ПЦР, при которой прямой праймер берётся в избытке, а обратный праймер — в очень небольшом количестве, благодаря чему синтезируется больше одноцепочечных фрагментов. Недостаток асимметричной ПЦР заключается в том, что после ПЦР одноцепочечный продукт необходимо очистить от двуцепочечной ДНК и других лишних фрагментов. Ненужные цепи можно разрушить ферментативно, предварительно пометив их так, чтобы её распознавала, к примеру, лямбда-экзонуклеаза. Ферменты разрушат ненужную цепь, а целевая оцДНК останется нетронутой.

### Отрицательный отбор
Для повышения специфичности аптамеров, отобранных с помощью SELEX, непосредственно до инкубации или сразу после неё можно ввести дополнительный этап — отрицательный отбор. Этот этап нужен для удаления из смеси последовательностей, которые связываются не с лигандом, а с матрицей, на которой он иммобилизован. Отрицательный отбор заключается в добавлении в смесь аналогов лиганда, неспецифичных белков и других молекул, которые собирают на себя все неспецифичные олигонуклеотиды.

### Наблюдение за процессом селекции
Чтобы следить за ходом SELEX, можно сравнивать количество молекул лиганда, провзаимодействовавших с аптамерами, которое связано с числом элюированных олигонуклеотидов, с общим количеством олигонуклеотидов, которые теоретически элюируются на каждом этапе. Количество элюированных олигонуклеотидов оценивают, измеряя поглощение при длине волны 260 нм, или с использованием флуоресцентно-меченных олигонуклеотидов. Когда процесс SELEX подходит к концу, доля олигонуклеотидов, связывающихся с аптамером, доходит до 100 %, и число элюированных олигонуклеотидов становится равным (или несколько меньшим) размеру использовавшейся в инкубации библиотеки.

## Химически модифицированные нуклеотиды
В настоящее время в SELEX используются химически модифицированные нуклеотиды. Присутствие химически модифицированных нуклеотидов в олигонуклеотидах может давать дополнительные преимущества потенциальным аптамерам, например, увеличивать их стабильность и устойчивость к нуклеазам, усиливать связывание со специфическими мишенями, изменять физические свойства (например, увеличивать гидрофобность) и увеличивать количество возможных пространственных структур для данного олигонуклеотида. В SELEX уже были использованы нуклеотиды с неприродными азотистыми основаниями, и в ряде случаев благодаря их использованию удалось получить ДНК-аптамеры с высоким сродством к мишени.

## Применение

Пегаптаниб

SELEX был разработан для получения путём направленной эволюции аптамеров с очень высоким сродством к определённым лигандам, в числе которых могут быть и малые молекулы наподобие АТФ и аденозина, а также белки (например, прионы и фактор роста эндотелия сосудов (VEGF)). SELEX используют для получения аптамеров с высоким сродством и к более сложным структурам, таким как опухолевые клетки. Разрабатываются аптамеры, специфично связывающие опухолевые маркеры, зелёный флуоресцентный белок и родственные ему флуорофоры. Управление по санитарному надзору за качеством пищевых продуктов и медикаментов уже одобрило VEGF-связывающий аптамер, известный как пегаптаниб, для лечения макулодистрофии. SELEX был использован для получения высокоспецифичной каталитической ДНК (ДНК-зимов). Известно несколько металл-специфичных ДНК-зимов, в числе которых ДНК-зимы, специфичные к меди, урану и натрию. Разрабатываются биосенсоры на основе аптамеров; кроме того, планируется их использование для флуоресцентного мечения белков и клеток, а также селективного ингибирования ферментов.